# Żyjąca pustynia
Żyjąca pustynia (ang. The Living Desert) – amerykański film dokumentalny z 1953 roku w reżyserii Jamesa Algara.

## Nagrody i nominacje
| Nazwa nagrody | Wygrane                                                     | Nominacje                                   |
| ------------- | ----------------------------------------------------------- | ------------------------------------------- |
| Oscar         | 1954 Najlepszy pełnometrażowy film dokumentalny Walt Disney | 1954 wygrana                                |
| BAFTA         | bez rezultatu                                               | 1955 Specjalna nagroda filmowa              |
| Złota Palma   | bez rezultatu                                               | 1954 Udział w konkursie głównym James Algar |

## Wyróżnienia
| Data wpisania | National Film Registry |
| ------------- | --- |
| 2000          | Lista filmów budujących dziedzictwo kulturalne USA utworzona przez National Film Preservation Board i przechowywana w Bibliotece Kongresu Stanów Zjednoczonych |